# Chickenfoot
Chickenfoot ist eine US-amerikanische Supergroup, die 2008 von den Ex-Van-Halen-Mitgliedern Sammy Hagar und Michael Anthony, dem Gitarristen Joe Satriani und dem Schlagzeuger Chad Smith (Red Hot Chili Peppers) gegründet wurde.

## Geschichte
Der erste Auftritt der Band, bei dem drei Lieder gespielt wurden, fand im Februar 2008 in Las Vegas bei einem Sammy-Hagar-Konzert statt. Das Debütalbum Chickenfoot, das unter der Anleitung des Produzenten Andy Johns zu einem Teil in Sammy Hagars »Red Rocker«-Studio und zum anderen Teil in George Lucas’ Skywalker-Sound-Studios aufgenommen worden war, wurde am 5. Juni 2009 in Europa und am 9. Juni 2009 in Nordamerika veröffentlicht.
Am 30. April 2010 veröffentlichte Chickenfoot die Live-DVD Get Your Buzz On Live, die ein Konzert zeigt, das im Dodge Theatre in Phoenix, Arizona aufgenommen wurde.
Die Arbeit an einem weiteren Album wurde durch die Tatsache verzögert, dass Schlagzeuger Chad Smith mit den Red Hot Chili Peppers an einem Nachfolger zu deren Album Stadium Arcadium arbeitete, nach dessen Veröffentlichung sich eine anderthalbjährige Tournee anschließen sollte. Dennoch arbeiteten Hagar und Satriani bereits an neuen Songs; Hagar berichtete bereits im August 2010, dass vier Titel fertiggestellt und sieben weitere Stücke vorhanden seien, die man fertigstellen müsse. Weiter sagte er, dass Chickenfoot nicht die Band sei, die ihre Mitglieder ernähren müsse, sodass man sich mit der Fertigstellung des Albums Zeit lassen könne.
Chad Smith erklärte im Oktober 2010, dass er wegen seiner Verpflichtungen mit den Red Hot Chili Peppers für eine Chickenfoot-Tournee oder Konzerte nicht zur Verfügung stünde. Ihm sei klar, dass die Band dafür einen anderen Schlagzeuger verpflichten müsse.
Ende Januar 2011 begannen die Aufnahmen zu Chickenfoots zweitem Studioalbum in Hagars »The Foot Locker«-Studio (nach einer technischen Aufwertung hatte er sein »Red Rocker«-Studio umbenannt). In einem Interview zeigte sich der Sänger zuversichtlich, die Aufnahmen innerhalb von eineinhalb Monaten abschließen zu können. Im Gegensatz zum ersten Mal, als die Aufnahmen in den Skywalker-Studios abgeschlossen wurden, plant die Band, das komplette zweite Album bei Hagar aufzunehmen. Als Produzent fungiert neben der Band Mike Fraser, der bei den Aufnahmen zum ersten Album als Toningenieur engagiert worden war.
Das Album Chickenfoot III wurde am 23. September 2011 veröffentlicht. Als erste Single des Albums wurde am 2. August 2011 der Titel Big Foot ausgekoppelt, von dem ein Ausschnitt in dem am 8. Juli 2011 veröffentlichten Album-Teaser zu hören war. Die Tournee zum Album wird die Band mit dem Schlagzeuger Kenny Aronoff bestreiten.

## Stil
Der musikalische Stil Chickenfoots wurde von den Bandmitgliedern als energiereicher Rock ’n’ Roll beschrieben, vergleichbar dem von Led Zeppelin.

## Diskografie
Studioalben

| Jahr | Titel           | Höchstplatzierung, Gesamtwochen, AuszeichnungChartplatzierungen (Jahr, Titel, Platzierungen, Wochen, Auszeichnungen, Anmerkungen) | Höchstplatzierung, Gesamtwochen, AuszeichnungChartplatzierungen (Jahr, Titel, Platzierungen, Wochen, Auszeichnungen, Anmerkungen) | Höchstplatzierung, Gesamtwochen, AuszeichnungChartplatzierungen (Jahr, Titel, Platzierungen, Wochen, Auszeichnungen, Anmerkungen) | Höchstplatzierung, Gesamtwochen, AuszeichnungChartplatzierungen (Jahr, Titel, Platzierungen, Wochen, Auszeichnungen, Anmerkungen) | Höchstplatzierung, Gesamtwochen, AuszeichnungChartplatzierungen (Jahr, Titel, Platzierungen, Wochen, Auszeichnungen, Anmerkungen) | Anmerkungen                              |
| Jahr | Titel           | DE | AT | CH | UK | US | Anmerkungen                              |
| ---- | --------------- | --- | --- | --- | --- | --- | ---------------------------------------- |
| 2009 | Chickenfoot     | DE17 (6 Wo.)DE | AT36 (4 Wo.)AT | CH11 (9 Wo.)CH | UK23 (2 Wo.)UK | US4 Gold · (34 Wo.)US | Erstveröffentlichung: 27. Oktober 2009   |
| 2011 | Chickenfoot III | DE13 (4 Wo.)DE | AT11 (2 Wo.)AT | CH12 (5 Wo.)CH | — | US9 (6 Wo.)US | Erstveröffentlichung: 23. September 2011 |
| 2012 | LV              | — | — | — | — | — | Erstveröffentlichung: 7. Dezember 2012   |
| 2017 | Best + Live     | — | — | — | — | US186 (1 Wo.)US | Erstveröffentlichung: 10. März 2017      |